# Pelophryne
Genre
Pelophryne est un genre d'amphibiens de la famille des Bufonidae.

## Répartition
Les onze espèces de ce genre se rencontrent en Malaisie, à Bornéo, aux Philippines et à Hainan en Chine.

## Liste des espèces
Selon Amphibian Species of the World (16 avril 2013) :
- Pelophryne albotaeniata Barbour, 1938
- Pelophryne api Dring, 1983
- Pelophryne brevipes (Peters, 1867)
- Pelophryne guentheri (Boulenger, 1882)
- Pelophryne lighti (Taylor, 1920)
- Pelophryne linanitensis Das, 2008
- Pelophryne misera (Mocquard, 1890)
- Pelophryne murudensis Das, 2008
- Pelophryne rhopophilia Inger & Stuebing, 1996
- Pelophryne saravacensis Inger & Stuebing, 2009
- Pelophryne signata (Boulenger, 1895)

## Publication originale
- Barbour, 1938 : Notes on Nectophryne. Proceedings of the Biological Society of Washington, vol. 51, no 3, p. 191-195 (texte intégral).